# 史啓元
史啓元（？—？），字藎卿，號永嚴，南直隶扬州府江都县人，明朝政治人物。同进士出身。

## 生平
萬曆三十一年（1603年）癸卯科舉人，三十二年（1604年）联捷甲辰科進士。吏部觀政，本年授南户部主事，三十三年管淮安鈔关，又淮安扳闸，三十六年调吏部文选司主事，三十八年养病，三十九年以南京户部盘库失银数多，七月京察以不及降一级调外任用。天启元年降两浙运判，二年升南礼部祠祭司主事，五年補户部主事，六年升员外，本年徐州管仓，七年升郎中，崇祯元年升武昌知府，保留郎中，三年升湖廣参政。